# قره‌داغ‌لی، گران‌بوی
قره‌داغ‌لی (ترکی آذربایجانی: Qaradağlı) یک منطقهٔ مسکونی در جمهوری آرتساخ است که در استان شاهومیان واقع شده‌است. قره‌داغ‌لی ۲۹۲۸ نفر جمعیت دارد.